# Stormdolk

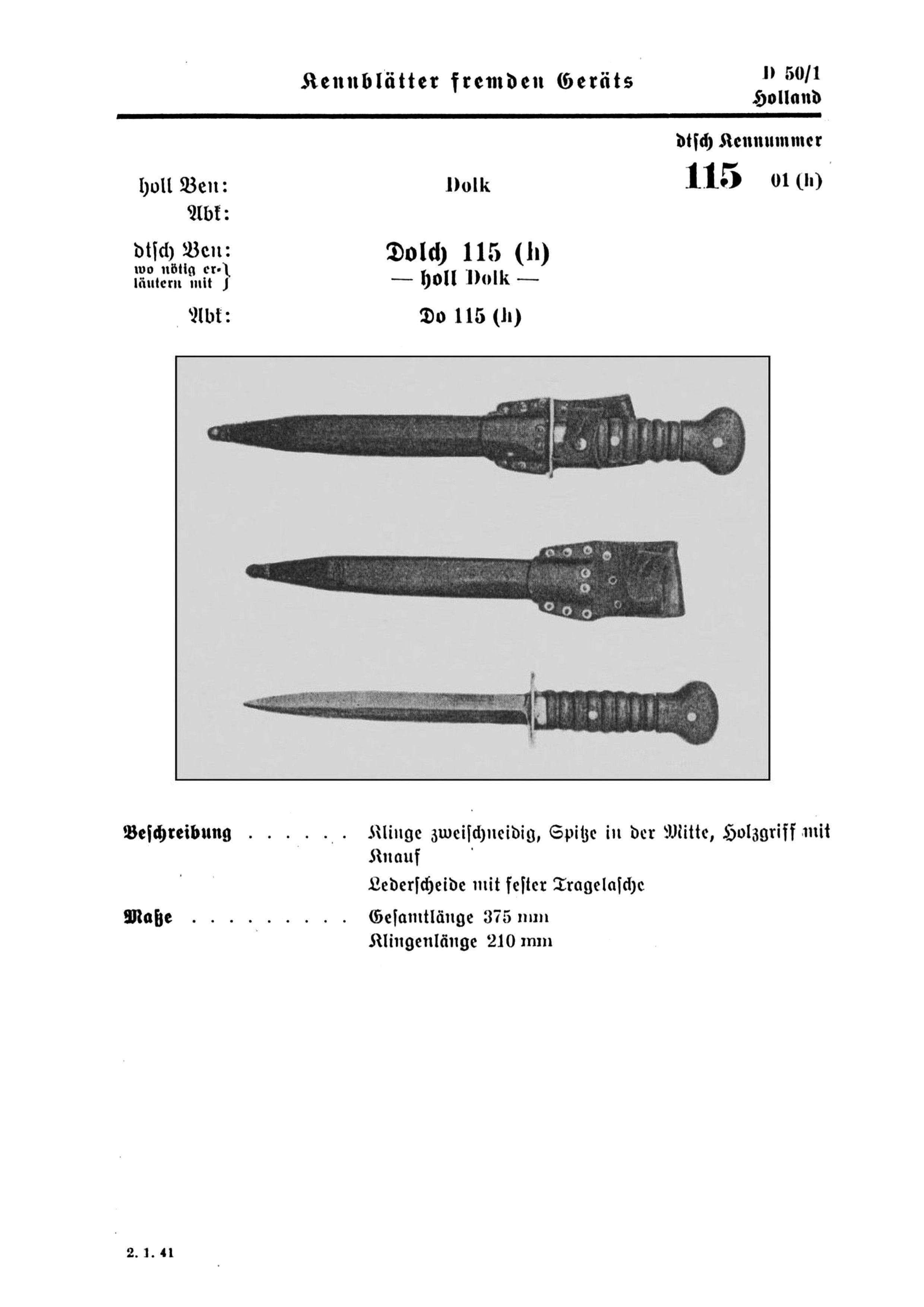
Kennblatt zu
D50/1 Nr 115 01 (h)

Der Stormdolk (deutsch Sturmdolch) ist eine von der niederländischen Armee genutzte Stichwaffe, die im Ersten Weltkrieg als Grabendolch eingeführt wurde.

## Beschreibung
Die Waffe wurde erstmals 1917 ausgegeben und teilweise als Grabendolch im Ersten Weltkrieg genutzt. Nach Überlieferung sollen die ersten Entwürfe von dem Armeeangehörigen „Luitenant-Kolonel der Artillerie b.d. Ir. C. M. J. A. F. Nicolas“ stammen. Der Dolch war lange Zeit als Truppenausstattung verbreitet und wurde nach dem Zweiten Weltkrieg beim Regiment Stoottroepen Prins Bernhard als Zeremonialwaffe weiter genutzt. Der Dolch hat einen Holzgriff und eine Lederscheide als Zubehör.
Bei der Wehrmacht wurde der Stormdolk offiziell verzeichnet und als Beutewaffe mit der Bezeichnung Do 115 (h) dokumentiert.

## Rezeption
Die museale Rezeption des Stormdolk ist durch Ausstellung solcher Stücke international verbreitet anzutreffen, bei Auktionshäusern und in Sammlerkreisen ist dieser Dolchtyp bis in das 21. Jahrhundert bekannt. Im Wappen des Regiment Stoottroepen Prins Bernhard wurde der Stormdolk als Motiv aufgenommen. Im offiziell gültigen Regelwerk "Specificaties militair ceremonieel bijzetting Prins Bernhard" wurde der Stormdolk als Bestandteil eingetragen („De Compagnies Sergeant-majoor (csm) draagt aan de koppel de stormdolk.“). Das Regiment bildet das 13. Luftbewegliche Bataillon der 11 Luchtmobiele Brigade.

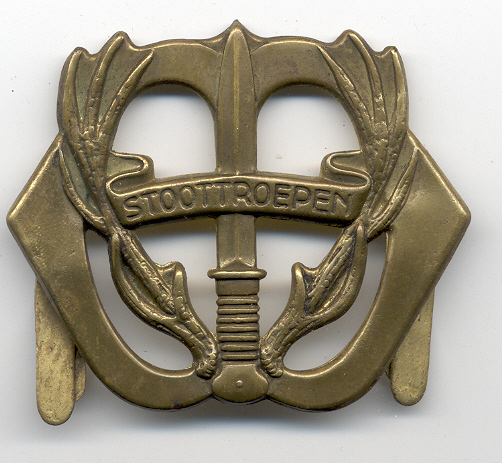
Regimentsabzeichen Stoottroepen mit Stormdolk
Regimentsabzeichen Stoottroepen mit Stormdolk